# Campionato mondiale di hockey su ghiaccio maschile 2004
Il 68º Campionato mondiale di hockey su ghiaccio è stato assegnato dall'International Ice Hockey Federation alla Repubblica Ceca, che lo ha ospitato nella capitale Praga e nella città di Ostrava nel periodo tra il 24 aprile e il 9 maggio 2004. È la prima volta che il paese ha organizzato il mondiale dopo lo scioglimento della Cecoslovacchia nel 1993. Per la città di Ostrava fu il primo mondiale in assoluto, mentre in passato Praga aveva già ospitato otto campionati del mondo: 1933, 1938, 1947, 1959, 1972, 1978, 1985 e 1992. A livello di pubblico il mondiale del 2004 fece registrare un nuovo record assoluto con 552.097 spettatori presenti alle gare, con una media di circa 9.859 presenze. Le prime otto classificate si qualificarono direttamente al torneo olimpico di Torino 2006.
La nazionale canadese era la detentrice del titolo, in virtù del successo ottenuto l'anno precedente in Finlandia.
Il torneo è stato vinto dal Canada, al suo ventitreesimo titolo mondiale, che ha sconfitto in finale per il secondo anno consecutivo la Svezia per 5-3. Al gradino più basso del podio sono giunti invece gli Stati Uniti, che si sono imposti sulla Slovacchia per 1-0.

## Qualificazione
Nello spareggio asiatico per la qualificazione al campionato mondiale il Giappone sconfisse la Corea del Sud per 4-1. La Corea del Sud fu inserita nella Prima Divisione - Gruppo B.
| Tokyo 6 settembre 2003 | Giappone | 4 – 1 (1-1; 1-0; 2-0) referto | Corea del Sud |  |

## Stadi
- La Saska Arena di Praga è un impianto polivalente che ospita le gare interne dell'HC Slavia Praga, formazione della Extraliga ceca, oltre a concerti musicali e altri eventi. Inaugurata nel 2004 durante gli incontri di hockey ha una capienza di 17.360 posti.
- La ČEZ Aréna di Ostrava è un palazzetto polivalente sede delle gare interne dell'HC Vítkovice Steel, squadra della Extraliga. Costruito nel 1986 e ristrutturato appositamente per i mondiali ha una capienza massima di 9.568 posti a sedere.

| Saska Arena      | ČEZ Aréna       |
| Capienza: 17.360 | Capienza: 9.568 |
|                  |                 |

## Partecipanti
Al torneo prendono parte 16 squadre:
| 12 dall'Europa    | Austria    | Danimarca                               | Finlandia | Francia (Promossa dalla I divisione) |  |
| 12 dall'Europa    | Germania   | Lettonia                                | Rep. Ceca | Russia                               |  |
| 12 dall'Europa    | Slovacchia | Svezia                                  | Svizzera  | Ucraina                              |  |
| 2 dal Nordamerica | Canada     | Stati Uniti                             |           |                                      |  |
| 2 dall'Asia       | Giappone   | Kazakistan (Promosso dalla I divisione) |           |                                      |  |

## Raggruppamenti
| Gruppo A (Praga) | Gruppo B (Ostrava) | Gruppo C (Ostrava) | Gruppo D (Praga) |
| Germania         | Finlandia          | Danimarca          | Austria          |
| Kazakistan       | Slovacchia         | Giappone           | Canada           |
| Lettonia         | Stati Uniti        | Russia             | Francia          |
| Rep. Ceca        | Ucraina            | Svezia             | Svizzera         |

## Gironi preliminari

### Girone A
| Praga 24 aprile 2004, ore 16:15 UTC+2                       | Rep. Ceca | 3 – 1 (3-0; 0-0; 0-1) referto | Lettonia | Saska Arena (16.000 spett.) |
| Straka 02:22 15:18 Špaček 15:04 Marcatori 59:01 Panteļejevs |           |                               |          |                             |
|                                                             |           |                               |          |                             |
| Straka 02:22 15:18 Špaček 15:04                             | Marcatori | 59:01 Panteļejevs             |          |                             |

| Praga 24 aprile 2004, ore 20:15 UTC+2                                                                      | Germania  | 4 – 2 (0-0; 2-1; 2-1) referto        | Kazakistan | Saska Arena (14.310 spett.) |
| Lewandowski 24:24 Hecht 37:11 Morczinietz 53:02 Benda 56:13 Marcatori 34:05 E. Koreškov 46:36 Samochavalov |           |                                      |            |                             |
| |           |                                      |            |                             |
| Lewandowski 24:24 Hecht 37:11 Morczinietz 53:02 Benda 56:13                                                | Marcatori | 34:05 E. Koreškov 46:36 Samochavalov |            |                             |

| Praga 26 aprile 2004, ore 16:15 UTC+2 | Germania  | 1 – 1 (0-1; 1-0; 0-0) referto | Lettonia | Saska Arena (14.150 spett.) |
| Hecht 25:34 Marcatori 09:34 Žoltoks   |           |                               |          |                             |
|                                       |           |                               |          |                             |
| Hecht 25:34                           | Marcatori | 09:34 Žoltoks                 |          |                             |

| Praga 26 aprile 2004, ore 20:15 UTC+2                                            | Rep. Ceca | 7 – 0 (5-0; 0-0; 2-0) referto | Kazakistan | Saska Arena (15.056 spett.) |
| Jágr 02:42 Průcha 05:33 15:23 Ručinský 07:24 46:33 56:58 Výborný 17:01 Marcatori |           |                               |            |                             |
|                                                                                  |           |                               |            |                             |
| Jágr 02:42 Průcha 05:33 15:23 Ručinský 07:24 46:33 56:58 Výborný 17:01           | Marcatori |                               |            |                             |

| Praga 27 aprile 2004, ore 20:15 UTC+2                              | Kazakistan | 1 – 3 (0-0; 1-0; 0-3) referto              | Lettonia | Saska Arena (8.388 spett.) |
| Filatov 32:31 Marcatori 43:27 Ņiživijs 55:43 Žoltoks 59:39 Fanduls |            |                                            |          |                            |
|                                                                    |            |                                            |          |                            |
| Filatov 32:31                                                      | Marcatori  | 43:27 Ņiživijs 55:43 Žoltoks 59:39 Fanduls |          |                            |

| Praga 28 aprile 2004, ore 20:15 UTC+2                                                   | Rep. Ceca | 5 – 1 (1-0; 0-1; 4-0) referto | Germania | Saska Arena (17.360 spett.) |
| Prospal 18:30 Jágr 42:33 Hlaváč 43:08 Ručinský 53:15 Hejda 53:55 Marcatori 02:44 Kathan |           |                               |          |                             |
|                                                                                         |           |                               |          |                             |
| Prospal 18:30 Jágr 42:33 Hlaváč 43:08 Ručinský 53:15 Hejda 53:55                        | Marcatori | 02:44 Kathan                  |          |                             |

| Pos. |            | PG | V | N | P | GF | GS | DR  | Pt |
| 1.   | Rep. Ceca  | 3  | 3 | 0 | 0 | 15 | 2  | +13 | 6  |
| 2.   | Lettonia   | 3  | 1 | 1 | 1 | 5  | 5  | 0   | 3  |
| 3.   | Germania   | 3  | 1 | 1 | 1 | 6  | 8  | -2  | 3  |
| 4.   | Kazakistan | 3  | 0 | 0 | 3 | 3  | 14 | -11 | 0  |

### Girone B
| Ostrava 24 aprile 2004, ore 12:15 UTC+2 | Slovacchia | 2 – 0 (2-0; 0-0; 0-0) referto | Ucraina | ČEZ Aréna (7.797 spett.) |
| Gáborík 04:06 Hossa 19:18 Marcatori     |            |                               |         |                          |
|                                         |            |                               |         |                          |
| Gáborík 04:06 Hossa 19:18               | Marcatori  |                               |         |                          |

| Ostrava 24 aprile 2004, ore 20:15 UTC+2                                              | Finlandia | 4 – 2 (0-2; 2-0; 2-0) referto | Stati Uniti | ČEZ Aréna (7.300 spett.) |
| Hentunen 34:18 Jokinen 36:06 Pirjetä 52:55 58:59 Marcatori 11:25 Halpern 15:52 Drury |           |                               |             |                          |
|                                                                                      |           |                               |             |                          |
| Hentunen 34:18 Jokinen 36:06 Pirjetä 52:55 58:59                                     | Marcatori | 11:25 Halpern 15:52 Drury     |             |                          |

| Ostrava 26 aprile 2004, ore 16:15 UTC+2                                                   | Finlandia | 5 – 1 (2-1; 1-0; 2-0) referto | Ucraina | ČEZ Aréna (8.306 spett.) |
| Jokinen 03:14 07:19 Peltonen 32:01 Pirjetä 53:12 Kapanen 58:26 Marcatori 09:14 Šachrajčuk |           |                               |         |                          |
|                                                                                           |           |                               |         |                          |
| Jokinen 03:14 07:19 Peltonen 32:01 Pirjetä 53:12 Kapanen 58:26                            | Marcatori | 09:14 Šachrajčuk              |         |                          |

| Ostrava 26 aprile 2004, ore 20:15 UTC+2                                                    | Stati Uniti | 3 – 3 (0-1; 3-2; 0-0) referto              | Slovacchia | ČEZ Aréna (8.310 spett.) |
| Park 23:50 Westrum 26:30 Malone 27:56 Marcatori 11:25 Demitra 26:05 Bartečko 33:08 Lintner |             |                                            |            |                          |
|                                                                                            |             |                                            |            |                          |
| Park 23:50 Westrum 26:30 Malone 27:56                                                      | Marcatori   | 11:25 Demitra 26:05 Bartečko 33:08 Lintner |            |                          |

| Ostrava 28 aprile 2004, ore 12:15 UTC+2                                                                  | Ucraina   | 1 – 7 (0-3; 0-2; 1-2) referto                                                  | Stati Uniti | ČEZ Aréna (2.587 spett.) |
| Sal'nykov 59:22 Marcatori 08:43 34:28 Sloan 14:41 Malone 17:15 Park 28:48 Mara 45:52 Ballard 48:34 Grier |           |                                                                                |             |                          |
| |           |                                                                                |             |                          |
| Sal'nykov 59:22                                                                                          | Marcatori | 08:43 34:28 Sloan 14:41 Malone 17:15 Park 28:48 Mara 45:52 Ballard 48:34 Grier |             |                          |

| Ostrava 28 aprile 2004, ore 20:15 UTC+2                                                      | Slovacchia | 5 – 2 (2-1; 1-1; 2-0) referto | Finlandia | ČEZ Aréna (7.751 spett.) |
| Gáborík 06:50 56:48 Bartečko 11:18 Šatan 26:19 59:04 Marcatori 09:33 Hentunen 23:08 Peltonen |            |                               |           |                          |
|                                                                                              |            |                               |           |                          |
| Gáborík 06:50 56:48 Bartečko 11:18 Šatan 26:19 59:04                                         | Marcatori  | 09:33 Hentunen 23:08 Peltonen |           |                          |

| Pos. |             | PG | V | N | P | GF | GS | DR  | Pt |
| 1.   | Slovacchia  | 3  | 2 | 1 | 0 | 10 | 5  | +5  | 5  |
| 2.   | Finlandia   | 3  | 2 | 0 | 1 | 11 | 8  | +3  | 4  |
| 3.   | Stati Uniti | 3  | 1 | 1 | 1 | 12 | 8  | +4  | 3  |
| 4.   | Ucraina     | 3  | 0 | 0 | 3 | 2  | 14 | -12 | 0  |

### Girone C
| Ostrava 24 aprile 2004, ore 16:15 UTC+2                                                                   | Danimarca | 1 – 5 (1-2; 0-1; 0-2) referto                                                      | Svezia | ČEZ Aréna (6.204 spett.) |
| Jensen 12:27 Marcatori 03:31 Kahnberg 06:54 Bäckman 39:11 Salomonsson 46:04 D. Tjärnqvist 58:24 Andersson |           |                                                                                    |        |                          |
| |           |                                                                                    |        |                          |
| Jensen 12:27                                                                                              | Marcatori | 03:31 Kahnberg 06:54 Bäckman 39:11 Salomonsson 46:04 D. Tjärnqvist 58:24 Andersson |        |                          |

| Ostrava 25 aprile 2004, ore 16:15 UTC+2                                                                                   | Russia    | 6 – 2 (2-0; 2-2; 2-0) referto | Danimarca | ČEZ Aréna (5.500 spett.) |
| Jašin 11:58 Baškirov 18:25 Skugarev 29:07 Sušinskij 36:32 Ovečkin 42:51 Prokop'ev 57:07 Marcatori 25:35 Staal 37:45 Green |           |                               |           |                          |
| |           |                               |           |                          |
| Jašin 11:58 Baškirov 18:25 Skugarev 29:07 Sušinskij 36:32 Ovečkin 42:51 Prokop'ev 57:07                                   | Marcatori | 25:35 Staal 37:45 Green       |           |                          |

| Ostrava 25 aprile 2004, ore 20:15 UTC+2                                            | Svezia    | 5 – 1 (2-1; 2-0; 1-0) referto | Giappone | ČEZ Aréna (4.498 spett.) |
| Tärnström 04:25 09:13 Alfredsson 28:17 59:40 Hedström 39:04 Marcatori 03:23 Suzuki |           |                               |          |                          |
|                                                                                    |           |                               |          |                          |
| Tärnström 04:25 09:13 Alfredsson 28:17 59:40 Hedström 39:04                        | Marcatori | 03:23 Suzuki                  |          |                          |

| Ostrava 27 aprile 2004, ore 16:15 UTC+2                                                     | Giappone  | 3 – 4 (2-2; 1-1; 1-0) referto                       | Danimarca | ČEZ Aréna (4.569 spett.) |
| Miwa 08:50 Kobori 26:30 27:56 Marcatori 02:36 Damgaard 19:37 Larsen 27:40 Staal 43:09 Green |           |                                                     |           |                          |
|                                                                                             |           |                                                     |           |                          |
| Miwa 08:50 Kobori 26:30 27:56                                                               | Marcatori | 02:36 Damgaard 19:37 Larsen 27:40 Staal 43:09 Green |           |                          |

| Ostrava 27 aprile 2004, ore 20:15 UTC+2                                      | Svezia    | 3 – 2 (1-0; 0-2; 2-0) referto | Russia | ČEZ Aréna (7.428 spett.) |
| Tärnström 17:32 Nylander 53:16 Jönsson 58:27 Marcatori 21:35 28:08 Koval'čuk |           |                               |        |                          |
|                                                                              |           |                               |        |                          |
| Tärnström 17:32 Nylander 53:16 Jönsson 58:27                                 | Marcatori | 21:35 28:08 Koval'čuk         |        |                          |

| Ostrava 28 aprile 2004, ore 16:15 UTC+2                                                                           | Russia    | 6 – 1 (4-1; 1-0; 1-0) referto | Giappone | ČEZ Aréna (4.040 spett.) |
| Afinogenov 02:03 Morozov 02:41 Skopincev 03:47 Koval'čuk 10:10 Sušinskij 27:52 Gus'kov 46:53 Marcatori 10:49 Yule |           |                               |          |                          |
| |           |                               |          |                          |
| Afinogenov 02:03 Morozov 02:41 Skopincev 03:47 Koval'čuk 10:10 Sušinskij 27:52 Gus'kov 46:53                      | Marcatori | 10:49 Yule                    |          |                          |

| Pos. |           | PG | V | N | P | GF | GS | DR  | Pt |
| 1.   | Svezia    | 3  | 3 | 0 | 0 | 13 | 4  | +9  | 6  |
| 2.   | Russia    | 3  | 2 | 0 | 1 | 14 | 6  | +8  | 4  |
| 3.   | Danimarca | 3  | 1 | 0 | 2 | 7  | 14 | -7  | 2  |
| 4.   | Giappone  | 3  | 0 | 0 | 3 | 5  | 15 | -10 | 0  |

### Girone D
| Praga 24 aprile 2004, ore 12:15 UTC+2                                                    | Francia   | 0 – 6 (0-2; 0-1; 0-3) referto                                                  | Austria | Saska Arena (2.825 spett.) |
| Marcatori 00:09 Kalt 09:34 25:27 Trattnig 41:13 Unterluggauer 44:23 R. Lukas 56:23 Divis |           |                                                                                |         |                            |
|                                                                                          |           |                                                                                |         |                            |
|                                                                                          | Marcatori | 00:09 Kalt 09:34 25:27 Trattnig 41:13 Unterluggauer 44:23 R. Lukas 56:23 Divis |         |                            |

| Praga 25 aprile 2004, ore 16:15 UTC+2                                                 | Svizzera  | 6 – 0 (0-0; 4-0; 2-0) referto | Francia | Saska Arena (8.712 spett.) |
| Rüthemann 24:52 44:08 Forster 27:48 Ziegler 30:43 Keller 34:07 Ambühl 46:11 Marcatori |           |                               |         |                            |
|                                                                                       |           |                               |         |                            |
| Rüthemann 24:52 44:08 Forster 27:48 Ziegler 30:43 Keller 34:07 Ambühl 46:11           | Marcatori |                               |         |                            |

| Praga 25 aprile 2004, ore 20:15 UTC+2                          | Austria   | 2 – 2 (1-0; 1-0; 0-2) referto | Canada | Saska Arena (10.486 spett.) |
| A. Lakos 15:39 Vanek 23:37 Marcatori 50:36 Cooke 55:17 Heatley |           |                               |        |                             |
|                                                                |           |                               |        |                             |
| A. Lakos 15:39 Vanek 23:37                                     | Marcatori | 50:36 Cooke 55:17 Heatley     |        |                             |

| Praga 27 aprile 2004, ore 12:15 UTC+2      | Canada    | 3 – 0 (2-0; 1-0; 0-0) referto | Francia | Saska Arena (6.629 spett.) |
| Murray 08:52 Horcoff 16:25 28:58 Marcatori |           |                               |         |                            |
|                                            |           |                               |         |                            |
| Murray 08:52 Horcoff 16:25 28:58           | Marcatori |                               |         |                            |

| Praga 27 aprile 2004, ore 16:15 UTC+2                                                                                      | Svizzera  | 4 – 4 (0-0; 1-4; 3-0) referto                               | Austria | Saska Arena (8.909 spett.) |
| Streit 20:44 Plüss 41:15 Jenni 53:19 Rüthemann 59:38 Marcatori 23:54 Welser 31:30 Vanek 34:02 P. Lukas 39:35 Unterluggauer |           |                                                             |         |                            |
| |           |                                                             |         |                            |
| Streit 20:44 Plüss 41:15 Jenni 53:19 Rüthemann 59:38                                                                       | Marcatori | 23:54 Welser 31:30 Vanek 34:02 P. Lukas 39:35 Unterluggauer |         |                            |

| Praga 28 aprile 2004, ore 16:15 UTC+2                    | Canada    | 3 – 1 (0-0; 2-0; 1-1) referto | Svizzera | Saska Arena (14.982 spett.) |
| Heatley 20:44 43:19 Morrison 31:07 Marcatori 53:17 Jenni |           |                               |          |                             |
|                                                          |           |                               |          |                             |
| Heatley 20:44 43:19 Morrison 31:07                       | Marcatori | 53:17 Jenni                   |          |                             |

| Pos. |          | PG | V | N | P | GF | GS | DR  | Pt |
| 1.   | Canada   | 3  | 2 | 1 | 0 | 8  | 3  | +5  | 5  |
| 2.   | Austria  | 3  | 1 | 2 | 0 | 12 | 6  | +6  | 4  |
| 3.   | Svizzera | 3  | 1 | 1 | 1 | 11 | 7  | +4  | 3  |
| 4.   | Francia  | 3  | 0 | 0 | 3 | 0  | 15 | -15 | 0  |

## Seconda fase
Le prime tre squadre di ogni gruppo preliminare avanzano alla seconda fase. Le dodici squadre vengono divise successivamente in due gruppi: le squadre dai gruppi A e D confluiscono nel Gruppo E, mentre le squadre dei gruppi B e C nel Gruppo F.
Ogni squadra conserva i punti ottenuti con le altre due squadre qualificate del proprio girone. In questa fase affrontano le altre tre squadre provenienti dall'altro girone preliminare.
Le prime quattro squadre dei gruppi E ed F accedono alla fase a eliminazione diretta.

### Girone E
| Praga 30 aprile 2004, ore 16:15 UTC+2         | Canada    | 2 – 0 (1-0; 1-0; 0-0) referto | Lettonia | Saska Arena (13.533 spett.) |
| Bergeron 12:38 S. Niedermayer 21:38 Marcatori |           |                               |          |                             |
|                                               |           |                               |          |                             |
| Bergeron 12:38 S. Niedermayer 21:38           | Marcatori |                               |          |                             |

| Praga 30 aprile 2004, ore 20:15 UTC+2 | Rep. Ceca | 2 – 0 (0-0; 1-0; 1-0) referto | Austria | Saska Arena (16.505 spett.) |
| Průcha 24:21 Jágr 40:36 Marcatori     |           |                               |         |                             |
|                                       |           |                               |         |                             |
| Průcha 24:21 Jágr 40:36               | Marcatori |                               |         |                             |

| Praga 1º maggio 2004, ore 16:15 UTC+2      | Lettonia  | 1 – 1 (0-0; 0-0; 1-1) referto | Svizzera | Saska Arena (11.870 spett.) |
| Panteļejevs 48:54 Marcatori 51:42 Reichert |           |                               |          |                             |
|                                            |           |                               |          |                             |
| Panteļejevs 48:54                          | Marcatori | 51:42 Reichert                |          |                             |

| Praga 1º maggio 2004, ore 20:15 UTC+2                        | Austria   | 1 – 3 (0-1; 0-1; 1-1) referto           | Germania | Saska Arena (12.120 spett.) |
| Koch 51:42 Marcatori 16:55 Benda 32:22 Kreutzer 59:32 Ustorf |           |                                         |          |                             |
|                                                              |           |                                         |          |                             |
| Koch 51:42                                                   | Marcatori | 16:55 Benda 32:22 Kreutzer 59:32 Ustorf |          |                             |

| Praga 2 maggio 2004, ore 16:15 UTC+2                          | Svizzera  | 1 – 3 (0-0; 1-2; 0-1) referto         | Rep. Ceca | Saska Arena (17.100 spett.) |
| Fischer 33:59 Marcatori 24:00 Špaček 31:36 Jágr 59:59 Prospal |           |                                       |           |                             |
|                                                               |           |                                       |           |                             |
| Fischer 33:59                                                 | Marcatori | 24:00 Špaček 31:36 Jágr 59:59 Prospal |           |                             |

| Praga 2 maggio 2004, ore 20:15 UTC+2                                                                   | Canada    | 6 – 1 (3-0; 2-1; 1-0) referto | Germania | Saska Arena (14.015 spett.) |
| Brière 04:22 Heatley 08:43 11:58 S. Niedermayer 26:11 56:54 R. Niedermayer 36:11 Marcatori 29:53 Hecht |           |                               |          |                             |
| |           |                               |          |                             |
| Brière 04:22 Heatley 08:43 11:58 S. Niedermayer 26:11 56:54 R. Niedermayer 36:11                       | Marcatori | 29:53 Hecht                   |          |                             |

| Praga 3 maggio 2004, ore 16:15 UTC+2                                                                            | Lettonia  | 5 – 2 (0-1; 3-1; 2-0) referto | Austria | Saska Arena (8.456 spett.) |
| Žoltoks 22:05 Kerčs 26:28 Tribuncovs 33:11 Reķis 49:12 Macijevskis 58:27 Marcatori 02:35 Harand 34:32 Setzinger |           |                               |         |                            |
| |           |                               |         |                            |
| Žoltoks 22:05 Kerčs 26:28 Tribuncovs 33:11 Reķis 49:12 Macijevskis 58:27                                        | Marcatori | 02:35 Harand 34:32 Setzinger  |         |                            |

| Praga 3 maggio 2004, ore 20:15 UTC+2                                                                         | Rep. Ceca | 6 – 2 (2-0; 1-1; 3-1) referto | Canada | Saska Arena (17.360 spett.) |
| Dopita 04:30 Beránek 06:57 54:34 Ručinský 26:35 Prospal 40:19 Kraft 55:07 Marcatori 20:47 Murray 45:52 Smyth |           |                               |        |                             |
| |           |                               |        |                             |
| Dopita 04:30 Beránek 06:57 54:34 Ručinský 26:35 Prospal 40:19 Kraft 55:07                                    | Marcatori | 20:47 Murray 45:52 Smyth      |        |                             |

| Praga 4 maggio 2004, ore 16:15 UTC+2 | Germania  | 0 – 1 (0-0; 0-1; 0-0) referto | Svizzera | Saska Arena (8.566 spett.) |
| Marcatori 33:29 Wirz                 |           |                               |          |                            |
|                                      |           |                               |          |                            |
|                                      | Marcatori | 33:29 Wirz                    |          |                            |

| Pos. |           | PG | V | N | P | GF | GS | DR  | Pt |
| 1.   | Rep. Ceca | 5  | 5 | 0 | 0 | 19 | 5  | +14 | 10 |
| 2.   | Canada    | 5  | 3 | 1 | 1 | 15 | 10 | +5  | 7  |
| 3.   | Lettonia  | 5  | 1 | 2 | 2 | 8  | 9  | -1  | 4  |
| 4.   | Svizzera  | 5  | 1 | 2 | 2 | 8  | 11 | -3  | 4  |
| 5.   | Germania  | 5  | 1 | 1 | 3 | 6  | 14 | -8  | 3  |
| 6.   | Austria   | 5  | 0 | 2 | 3 | 9  | 16 | -7  | 2  |

### Girone F
| Ostrava 30 aprile 2004, ore 16:15 UTC+2 | Svezia    | 1 – 1 (0-0; 0-1; 1-0) referto | Finlandia | ČEZ Aréna (7.097 spett.) |
| Bäckman 59:05 Marcatori 35:37 Nummelin  |           |                               |           |                          |
|                                         |           |                               |           |                          |
| Bäckman 59:05                           | Marcatori | 35:37 Nummelin                |           |                          |

| Ostrava 30 aprile 2004, ore 20:15 UTC+2 | Slovacchia | 2 – 0 (0-0; 2-0; 0-0) referto | Russia | ČEZ Aréna (7.568 spett.) |
| Hossa 25:22 Petrovický 39:09 Marcatori  |            |                               |        |                          |
|                                         |            |                               |        |                          |
| Hossa 25:22 Petrovický 39:09            | Marcatori  |                               |        |                          |

| Ostrava 1º maggio 2004, ore 16:15 UTC+2                                                    | Finlandia | 6 – 0 (2-0; 2-0; 2-0) referto | Danimarca | ČEZ Aréna (5.492 spett.) |
| Jokinen 04:45 38:31 Kapanen 13:41 Peltonen 32:42 Pärssinen 52:59 Laaksonen 39:04 Marcatori |           |                               |           |                          |
|                                                                                            |           |                               |           |                          |
| Jokinen 04:45 38:31 Kapanen 13:41 Peltonen 32:42 Pärssinen 52:59 Laaksonen 39:04           | Marcatori |                               |           |                          |

| Ostrava 1º maggio 2004, ore 20:15 UTC+2                                      | Russia    | 2 – 3 (0-1; 2-0; 0-2) referto        | Stati Uniti | ČEZ Aréna (6.512 spett.) |
| Juškevič 08:50 Baškirov 34:41 Marcatori 02:36 Brown 49:54 Malone 55:25 Drury |           |                                      |             |                          |
|                                                                              |           |                                      |             |                          |
| Juškevič 08:50 Baškirov 34:41                                                | Marcatori | 02:36 Brown 49:54 Malone 55:25 Drury |             |                          |

| Ostrava 2 maggio 2004, ore 16:15 UTC+2                                                                            | Danimarca | 0 – 8 (0-3; 0-4; 0-1) referto                                                                           | Slovacchia | ČEZ Aréna (7.345 spett.) |
| Marcatori 04:33 18:40 Demitra 14:07 Stümpel 25:45 Šatan 27:46 Chára 31:15 Lintner 37:31 Gáborík 59:19 Pavlikovský |           | |            |                          |
| |           | |            |                          |
| | Marcatori | 04:33 18:40 Demitra 14:07 Stümpel 25:45 Šatan 27:46 Chára 31:15 Lintner 37:31 Gáborík 59:19 Pavlikovský |            |                          |

| Ostrava 2 maggio 2004, ore 20:15 UTC+2                       | Svezia    | 3 – 1 (1-0; 0-1; 2-0) referto | Stati Uniti | ČEZ Aréna (6.025 spett.) |
| Höglund 02:26 41:42 Nylander 59:56 Marcatori 26:10 Battaglia |           |                               |             |                          |
|                                                              |           |                               |             |                          |
| Höglund 02:26 41:42 Nylander 59:56                           | Marcatori | 26:10 Battaglia               |             |                          |

| Ostrava 3 maggio 2004, ore 16:15 UTC+2                             | Finlandia | 4 – 0 (0-0; 1-0; 3-0) referto | Russia | ČEZ Aréna (6.944 spett.) |
| Hentunen 34:20 Kapanen 45:26 Kallio 54:15 Nummelin 58:36 Marcatori |           |                               |        |                          |
|                                                                    |           |                               |        |                          |
| Hentunen 34:20 Kapanen 45:26 Kallio 54:15 Nummelin 58:36           | Marcatori |                               |        |                          |

| Ostrava 3 maggio 2004, ore 20:15 UTC+2 | Slovacchia | 0 – 0 (0-0; 0-0; 0-0) referto | Svezia | ČEZ Aréna (7.962 spett.) |

| Ostrava 4 maggio 2004, ore 20:15 UTC+2 | Stati Uniti | 8 – 3 (4-3; 4-0; 0-0) referto      | Danimarca | ČEZ Aréna (8.612 spett.) |
| Battaglia 06:43 Westrum 11:41 Cullen 15:06 21:20 Drury 18:34 Park 30:35 Hamilton 36:56 Jillson 39:50 Marcatori 00:28 Staal 12:12 Degn 12:35 Smidt |             |                                    |           |                          |
| |             |                                    |           |                          |
| Battaglia 06:43 Westrum 11:41 Cullen 15:06 21:20 Drury 18:34 Park 30:35 Hamilton 36:56 Jillson 39:50                                              | Marcatori   | 00:28 Staal 12:12 Degn 12:35 Smidt |           |                          |

| Pos. |             | PG | V | N | P | GF | GS | DR  | Pt |
| 1.   | Slovacchia  | 5  | 3 | 2 | 0 | 18 | 5  | +13 | 8  |
| 2.   | Svezia      | 5  | 3 | 2 | 0 | 12 | 5  | +7  | 8  |
| 3.   | Finlandia   | 5  | 3 | 1 | 1 | 17 | 8  | +9  | 7  |
| 4.   | Stati Uniti | 5  | 2 | 1 | 2 | 17 | 15 | +2  | 5  |
| 5.   | Russia      | 5  | 1 | 0 | 4 | 10 | 14 | -4  | 2  |
| 6.   | Danimarca   | 5  | 0 | 0 | 5 | 6  | 33 | -27 | 0  |

## Girone per non retrocedere

### Girone G
| Praga 30 aprile 2004, ore 12:15 UTC+2                                                | Kazakistan | 5 – 0 (2-0; 3-0; 0-0) referto | Francia | Saska Arena (2.402 spett.) |
| Kozlov 07:58 Upper 11:42 Filatov 29:12 E. Koreškov 31:26 Aleksandrov 35:52 Marcatori |            |                               |         |                            |
|                                                                                      |            |                               |         |                            |
| Kozlov 07:58 Upper 11:42 Filatov 29:12 E. Koreškov 31:26 Aleksandrov 35:52           | Marcatori  |                               |         |                            |

| Ostrava 30 aprile 2004, ore 12:15 UTC+2                             | Ucraina   | 2 – 2 (0-0; 1-0; 1-2) referto | Giappone | ČEZ Aréna (681 spett.) |
| Matvijčuk 22:01 Charčenko 56:04 Marcatori 55:24 Oshiro 59:34 Bright |           |                               |          |                        |
|                                                                     |           |                               |          |                        |
| Matvijčuk 22:01 Charčenko 56:04                                     | Marcatori | 55:24 Oshiro 59:34 Bright     |          |                        |

| Praga 1º maggio 2004, ore 12:15 UTC+2                                                                                 | Giappone  | 3 – 5 (2-1; 0-3; 1-1) referto                                        | Kazakistan | Saska Arena (3.620 spett.) |
| Kobayashi 09:33 Bright 13:49 Ito 53:49 Marcatori 03:22 31:35 Samochavalov 22:34 Aleksandrov 25:45 Argokov 51:59 Upper |           |                                                                      |            |                            |
| |           |                                                                      |            |                            |
| Kobayashi 09:33 Bright 13:49 Ito 53:49                                                                                | Marcatori | 03:22 31:35 Samochavalov 22:34 Aleksandrov 25:45 Argokov 51:59 Upper |            |                            |

| Praga 2 maggio 2004, ore 12:15 UTC+2                                                                         | Ucraina   | 6 – 2 (2-1; 0-0; 4-1) referto | Francia | Saska Arena (4.203 spett.) |
| Matvijčuk 06:50 Tolkunov 19:58 55:35 Šachrajčuk 45:30 59:07 Cyrul' 55:35 Marcatori 17:01 Bachelet 41:18 Gras |           |                               |         |                            |
| |           |                               |         |                            |
| Matvijčuk 06:50 Tolkunov 19:58 55:35 Šachrajčuk 45:30 59:07 Cyrul' 55:35                                     | Marcatori | 17:01 Bachelet 41:18 Gras     |         |                            |

| Praga 3 maggio 2004, ore 12:15 UTC+2                                     | Kazakistan | 2 – 2 (1-1; 0-0; 1-1) referto    | Ucraina | Saska Arena (3.110 spett.) |
| E. Koreškov 12:55 Upper 56:21 Marcatori 13:39 Bobrovnykov 47:15 Šyrjajev |            |                                  |         |                            |
|                                                                          |            |                                  |         |                            |
| E. Koreškov 12:55 Upper 56:21                                            | Marcatori  | 13:39 Bobrovnykov 47:15 Šyrjajev |         |                            |

| Praga 4 maggio 2004, ore 12:15 UTC+2                            | Francia   | 2 – 2 (0-2; 2-0; 0-0) referto | Giappone | Saska Arena (3.050 spett.) |
| Mortas 31:32 Rozenthal 31:46 Marcatori 09:41 Ito 10:09 Miyauchi |           |                               |          |                            |
|                                                                 |           |                               |          |                            |
| Mortas 31:32 Rozenthal 31:46                                    | Marcatori | 09:41 Ito 10:09 Miyauchi      |          |                            |

| Pos. |            | PG | V | N | P | GF | GS | DR | Pt |
| 1.   | Kazakistan | 3  | 2 | 1 | 0 | 12 | 5  | +7 | 5  |
| 2.   | Ucraina    | 3  | 1 | 2 | 0 | 10 | 6  | +4 | 4  |
| 3.   | Giappone   | 3  | 0 | 2 | 1 | 7  | 9  | -2 | 2  |
| 4.   | Francia    | 3  | 0 | 1 | 2 | 4  | 13 | -9 | 1  |

## Fase ad eliminazione diretta
|  | Quarti di finale | Quarti di finale | Quarti di finale |        |             | Semifinali  | Semifinali | Semifinali |             |                 | Finale          | Finale          | Finale |  |
|  |                  |                  |                  |        |             |             |            |            |             |                 |                 |                 |        |  |
|  | E1               | Rep. Ceca        | 2                |        |             |             |            |            |             |                 |                 |                 |        |  |
|  | E1               | Rep. Ceca        | 2                |        |             |             |            |            |             |                 |                 |                 |        |  |
|  | F4               | Stati Uniti      | 3                |        |             |             |            |            |             |                 |                 |                 |        |  |
|  | F4               | Stati Uniti      | 3                |        | Stati Uniti | Stati Uniti | 2          |            |             |                 |                 |                 |        |  |
|  |                  |                  |                  |        | Stati Uniti | Stati Uniti | 2          |            |             |                 |                 |                 |        |  |
|  |                  |                  | Svezia           | Svezia | 3           |             |            |            |             |                 |                 |                 |        |  |
|  | F2               | Svezia           | Svezia           | Svezia | 3           | 4           |            |            |             |                 |                 |                 |        |  |
|  | F2               | Svezia           |                  |        |             |             |            |            |             |                 |                 |                 |        |  |
|  | E3               | Lettonia         | 1                |        |             |             |            |            |             |                 |                 |                 |        |  |
|  | E3               | Lettonia         | 1                |        | Svezia      | Svezia      | 3          |            |             |                 |                 |                 |        |  |
|  |                  |                  |                  |        |             |             |            |            |             |                 |                 |                 |        |  |
|  |                  |                  | Canada           | Canada | 5           |             |            |            |             |                 |                 |                 |        |  |
|  | F1               | Slovacchia       | Canada           | Canada | 5           | 3           |            |            |             |                 |                 |                 |        |  |
|  | F1               | Slovacchia       |                  |        |             | 3           |            |            |             |                 |                 |                 |        |  |
|  | E4               | Svizzera         | 1                |        |             |             |            |            |             |                 |                 |                 |        |  |
|  | E4               | Svizzera         | 1                |        | Slovacchia  | Slovacchia  | 1          |            |             | Finale 3º posto | Finale 3º posto | Finale 3º posto |        |  |
|  |                  |                  |                  |        | Slovacchia  | Slovacchia  | 1          |            |             |                 |                 |                 |        |  |
|  |                  |                  | Canada           | Canada | 2           |             |            |            |             |                 |                 |                 |        |  |
|  | E2               | Canada           | Canada           | Canada | 2           | 5           |            |            | Stati Uniti | Stati Uniti     | 1               |                 |        |  |
|  | E2               | Canada           |                  |        |             |             |            |            | Stati Uniti | Stati Uniti     | 1               |                 |        |  |
|  | F3               | Finlandia        | 4                |        |             | Slovacchia  | Slovacchia | 0          |             |                 |                 |                 |        |  |

### Quarti di finale
| Praga 5 maggio 2004, ore 16:15 UTC+2                                                    | Svezia    | 4 – 1 (3-0; 0-0; 1-1) referto | Lettonia | Saska Arena (15.920 spett.) |
| Höglund 02:38 Alfredsson 15:42 Tärnström 19:57 Axelsson 49:09 Marcatori 32:18 Ignatjevs |           |                               |          |                             |
|                                                                                         |           |                               |          |                             |
| Höglund 02:38 Alfredsson 15:42 Tärnström 19:57 Axelsson 49:09                           | Marcatori | 32:18 Ignatjevs               |          |                             |

| Praga 5 maggio 2004, ore 20:15 UTC+2                                            | Rep. Ceca      | 2 – 2 (d.t.s.) (0-0; 2-1; 0-1; 0-0) referto | Stati Uniti | Saska Arena (17.360 spett.) |
| Škoula 23:15 Jágr 26:04 Marcatori 30:19 Park 51:01 Westrum Shootout 0 – 1 Roach |                |                                             |             |                             |
|                                                                                 |                |                                             |             |                             |
| Škoula 23:15 Jágr 26:04                                                         | Marcatori      | 30:19 Park 51:01 Westrum                    |             |                             |
|                                                                                 | Shootout 0 – 1 | Roach                                       |             |                             |

| Praga 6 maggio 2004, ore 16:15 UTC+2                                                                                             | Canada    | 5 – 4 (d.t.s.) (0-2; 3-1; 1-1) referto                 | Finlandia | Saska Arena (15.615 spett.) |
| Heatley 24:27 65:33 Bouwmeester 28:25 Brewer 39:15 Staios 46:02 Marcatori 06:09 Peltonen 07:48 Kallio 37:12 Niemi 41:55 Rintanen |           |                                                        |           |                             |
| |           |                                                        |           |                             |
| Heatley 24:27 65:33 Bouwmeester 28:25 Brewer 39:15 Staios 46:02                                                                  | Marcatori | 06:09 Peltonen 07:48 Kallio 37:12 Niemi 41:55 Rintanen |           |                             |

| Praga 6 maggio 2004, ore 20:15 UTC+2                           | Slovacchia | 3 – 1 (0-1; 2-0; 1-0) referto | Svizzera | Saska Arena (16.905 spett.) |
| Štrbák 31:15 Chára 37:44 Demitra 49:05 Marcatori 09:34 Wichser |            |                               |          |                             |
|                                                                |            |                               |          |                             |
| Štrbák 31:15 Chára 37:44 Demitra 49:05                         | Marcatori  | 09:34 Wichser                 |          |                             |

### Semifinali
| Praga 8 maggio 2004, ore 16:15 UTC+2             | Slovacchia | 1 – 2 (0-0; 1-1; 0-1) referto | Canada | Saska Arena (17.204 spett.) |
| Šatan 20:10 Marcatori 32:18 Brière 34:44 Heatley |            |                               |        |                             |
|                                                  |            |                               |        |                             |
| Šatan 20:10                                      | Marcatori  | 32:18 Brière 34:44 Heatley    |        |                             |

| Praga 8 maggio 2004, ore 20:15 UTC+2                                            | Stati Uniti | 2 – 3 (0-2; 1-1; 1-0) referto                | Svezia | Saska Arena (17.215 spett.) |
| Park 31:06 Halpern 59:24 Marcatori 00:18 Tärnström 18:58 Höglund 39:44 Axelsson |             |                                              |        |                             |
|                                                                                 |             |                                              |        |                             |
| Park 31:06 Halpern 59:24                                                        | Marcatori   | 00:18 Tärnström 18:58 Höglund 39:44 Axelsson |        |                             |

### Finale per il 3º posto
| Praga 9 maggio 2004, ore 16:15 UTC+2 | Slovacchia     | 0 – 0 (d.t.s.) (0-0; 0-0; 0-0; 0-0) referto | Stati Uniti | Saska Arena (16.152 spett.) |
| Shootout 0 – 1 Roach                 |                |                                             |             |                             |
|                                      |                |                                             |             |                             |
|                                      | Shootout 0 – 1 | Roach                                       |             |                             |

### Finale
| Praga 9 maggio 2004, ore 20:15 UTC+2 | Svezia    | 3 – 5 (2-1; 1-2; 0-2) referto                                                | Canada | Saska Arena (17.360 spett.) |
| Höglund 02:13 Alfredsson 07:34 Salomonsson 24:57 Marcatori 13:58 Smyth 34:44 Heatley 35:36 R. Niedermayer 40:20 Bouwmeester 50:12 Cooke |           |                                                                              |        |                             |
| |           |                                                                              |        |                             |
| Höglund 02:13 Alfredsson 07:34 Salomonsson 24:57                                                                                        | Marcatori | 13:58 Smyth 34:44 Heatley 35:36 R. Niedermayer 40:20 Bouwmeester 50:12 Cooke |        |                             |

## Classifica marcatori
| Giocatore       | PG | G | A | Pt | +/- | MP |
| --------------- | -- | - | - | -- | --- | -- |
| Dany Heatley    | 9  | 8 | 3 | 11 | +3  | 4  |
| Ville Peltonen  | 7  | 4 | 6 | 10 | +6  | 2  |
| Jaromír Jágr    | 7  | 5 | 4 | 9  | +2  | 6  |
| Martin Ručinský | 7  | 5 | 4 | 9  | +5  | 6  |
| Olli Jokinen    | 7  | 5 | 3 | 8  | +6  | 6  |
| Richard Park    | 9  | 5 | 3 | 8  | +5  | 0  |
| Pavol Demitra   | 9  | 4 | 4 | 8  | +5  | 4  |
| Miroslav Šatan  | 9  | 4 | 4 | 8  | +4  | 4  |
| Daniel Brière   | 9  | 2 | 6 | 8  | +2  | 6  |
| Václav Prospal  | 7  | 3 | 4 | 7  | +5  | 2  |

Fonte: IIHF.com

## Classifica portieri
| Giocatore     | Min    | TC  | GS | SO | MGS  | Sv%   |
| ------------- | ------ | --- | -- | -- | ---- | ----- |
| Ján Lašák     | 538:37 | 195 | 9  | 4  | 1.00 | 95.38 |
| Tomáš Vokoun  | 380:00 | 126 | 7  | 2  | 1.11 | 94.44 |
| Ty Conklin    | 300:00 | 152 | 10 | 1  | 2.00 | 93.42 |
| Martin Gerber | 358:20 | 162 | 11 | 2  | 1.84 | 93.21 |
| Artūrs Irbe   | 300:00 | 120 | 9  | 0  | 1.80 | 92.50 |

Fonte: IIHF.com

## Classifica finale
| Pos | Squadra     |
| --- | ----------- |
| 1   | Canada      |
| 2   | Svezia      |
| 3   | Stati Uniti |
| 4   | Slovacchia  |
| 5   | Rep. Ceca   |
| 6   | Finlandia   |
| 7   | Lettonia    |
| 8   | Svizzera    |
| 9   | Germania    |
| 10  | Russia      |
| 11  | Austria     |
| 12  | Danimarca   |
| 13  | Kazakistan  |
| 14  | Ucraina     |
| 15  | Giappone    |
| 16  | Francia     |

| Campioni del mondo di hockey su ghiaccio 2004 |
| Canada 23º titolo                             |

Il piazzamento finale è stabilito dai seguenti criteri:
- Posizioni dal 1º al 4º posto: i risultati della finale e della finale per il 3º posto
- Posizioni dal 5º all'8º posto (squadre perdenti ai quarti di finale): il piazzamento nel girone della seconda fase; in caso di parità, i punti raccolti nel girone della seconda fase; in caso di ulteriore parità, la differenza reti nel girone della seconda fase.
- Posizioni dal 9º al 12º posto (5º e 6º classificati nei gironi della seconda fase): il piazzamento nel girone della seconda fase; in caso di parità, i punti raccolti nel girone della seconda fase; in caso di ulteriore parità, la differenza reti nel girone della seconda fase.
- Posizioni dal 13º al 16º posto (girone per non retrocedere): il piazzamento nel girone G

| Promosse nel Gruppo A:         | Bielorussia | Slovenia |
| Retrocesse in Prima Divisione: | Giappone    | Francia  |

### Riconoscimenti

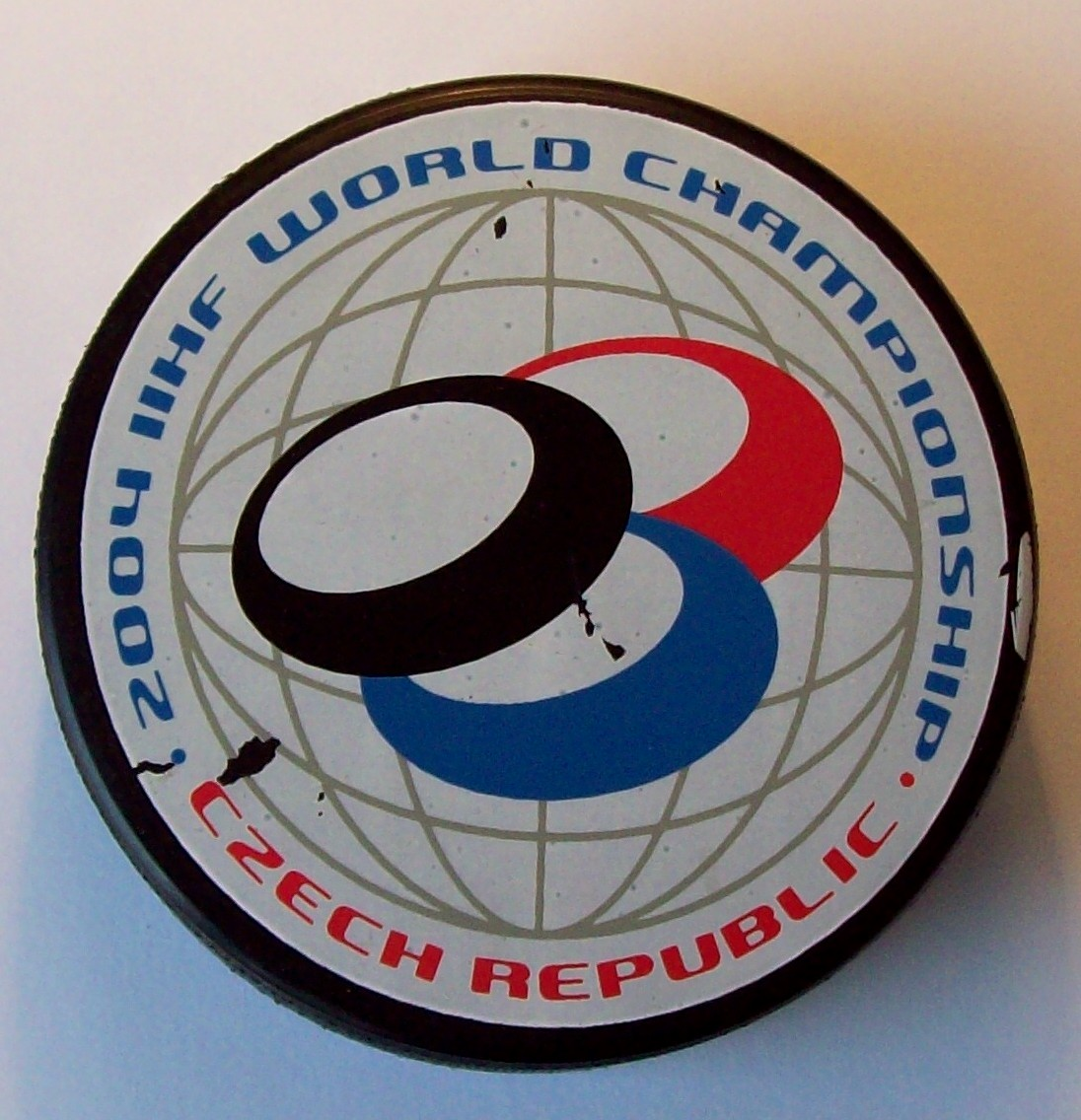
Paleo ufficiale utilizzato nei mondiali del 2004.

Riconoscimenti individuali

| Premio                  | Giocatore      |
| ----------------------- | -------------- |
| Miglior giocatore (MVP) | Dany Heatley   |
| Miglior portiere        | Ty Conklin     |
| Miglior difensore       | Dick Tärnström |
| Miglior attaccante      | Dany Heatley   |

All-Star Team

| Portiere: | Henrik Lundqvist                             |
| Difesa:   | Zdeno Chára - Dick Tärnström                 |
| Attacco:  | Dany Heatley - Ville Peltonen - Jaromír Jágr |